# Sofia (Madagaskar)
 For alternative betydninger, se Sofia (flertydig). (Se også artikler, som begynder med Sofia)
Sofia er en region beliggende på den nordvestlige del af Madagascar ud til Mozambique-kanalen, i den tidligere provins Mahajanga. Den har havn efter floden Sofia River.
Regionshovedstaden er byen Antsohihy og befolkningen blev i 2011 anslået til 1.181.603 mennesker på et areal af 50.800 km² 
Sofia er inddelt i syv distrikter
- Mandritsara
- Befandriana-Nord
- Bealanana
- Antsohihy
- Analalava
- Port-Bergé
- Mampikony

## Natur
I regionen ligger naturreservaterne
- Marotandrano-reservatet
- Bora-reservatet
- Tampoketsa Analamaitso-reservatet

## Eksterne kilder og henvisninger
1. 1 2  Anslået 2011 geohive.com

14°52′47″S 47°59′15″Ø / 14.87961°S 47.987518°Ø